# Lissosculpta glaucosignata
Lissosculpta glaucosignata är en stekelart som först beskrevs av Heinrich 1930.  Lissosculpta glaucosignata ingår i släktet Lissosculpta och familjen brokparasitsteklar. Inga underarter finns listade i Catalogue of Life.